# Joseph Caspar
Joseph Anton Johann Nepomuk Caspar (* 17. Februar 1799 in Rorschach, Schweiz; † 22. Februar 1880 in Berlin) war ein Schweizer Maler und Kupferstecher.
Mit 16 Jahren ging Caspar nach Rom, um dort durch das Kopieren der alten Meister zu Lernen. Mit Rat und Empfehlung von Wilhelm Schadow ging Caspar 1820 nach Berlin und liess sich dort als freischaffender Künstler nieder.
Geheimrat von Beuth riet Caspar sich auf die Kunst des Kupferstichs zu spezialisieren und förderte ihn dabei auch finanziell. Caspar konnte daher für ungefähr vier Jahre in Mailand als Schüler von Giuseppe Longhi und Pietro Anderloni werden.
Ab 1826 lebte Caspar wieder in Berlin, wo er bald zum Bibliothekar der Akademie berufen wurde.

## Werke (Auswahl)
- Die heilige Barbara (nach Giovanni Antonio Beltraffio)
- Thomas von Savoyen (nach Anthonis van Dyck)
- Der heilige Antonius (nach  Bartolomé Esteban Murillo)
- Die neun Musen (nach Karl Wilhelm Wach)